# Mestre Sorriso
Mestre Sorriso, de son vrai nom Waldir José da Costa (né le 25 décembre 1954 à Rio de Janeiro) est un grand maître brésilien de la capoeira. Chanteur, compositeur et percussionniste actuellement résidant  en France

## Biographie
Né dans le quartier botanique Morro do Sossego, fils de Géralda José da Costa et de Pedro Francisco, il est entré dans un internat à l'âge de quatre ans à Minas Gerais où il a passé une année. À son retour à Rio il a été expulsé avec sa famille pendant la dictature. Ils ont erré pour arriver à la favela Santa Marta. À l'âge de 8 ans, il a fugué et à neuf ans et demi, il découvre la capoeira en 1963. Son mestre, Rafael Flores, est devenu pour lui un père, un frère. À partir de 1980 il a commencé à voyager d'abord à Paris où il a animé la Première rencontre européennes de capoeira.
Aujourd'hui il habite à Montpellier où il enseigne la capoeira dans le groupe Senzala.

## Élèves de Mestre Sorriso
- Mestre Olho Vivo Rio de Janeiro
- Mestre Jorge Kangol Senzala Perpignan
- Mestre Sting Senzala do Perigord
- Mestre Esperto Senzala Montpellier
- Mestra Covinha Gingando Senzala Lyon
- Professor Pixote
- Professor Leon
- Instrutor Rodolphe
- Instrutor Perna de Pau